# Белый список (фильм)
«Белый список» — российский художественный фильм 2023 года режиссёра Алисы Хазановой. Российская премьера картины состоялась в июне 2023 года на фестивале «Пример интонации». В российский прокат фильм вышел 23 ноября 2023 года, а с 21 декабря цифровой релиз фильма стал доступен в онлайн-кинотеатре KION.

## Сюжет
2015 год. Спустя несколько месяцев после самоубийства девочки-подростка в Подольске, в прессе выходит громкая статья. Автор считает, что к гибели школьницы причастны так называемые группы смерти.
Расследовать самоубийство направлены два следователя СК из Москвы — Лазарев и Коротков. Расследование затягивается на 4 года и полностью меняет жизнь героев.

## В ролях
- Алексей Серебряков — Коротков[5]
- Владимир Аверьянов — Лазарев
- Евгения Крегжде — Мельникова
- Виктория Мирошниченко — Соловьёва
- Ираида Краснопольская — Истомина
- Анастасия Красовская — Литовченко
- Алексей Розин

## Производство
Роман Волобуев начал работу над сценарием в 2016 году вскоре после выхода в «Новой газете» громкой статьи о подростковых самоубийствах.
Съёмки проходили летом 2021 года в Москве, Санкт-Петербурге и Подольске.

## Отзывы и оценки
Фильм получил в основном положительные отзывы в российской прессе; по данным портала «Критиканство», резко отрицательных обзоров на него не было вообще. О фильме писали: «„Белый список“ сегодня крайне актуален» («Искусство кино»), «Сценарий безжалостен и нежен к людям, отлично сколочен и одновременно сочинен поперек голливудским правилам» («Коммерсантъ»), «если поймать ритм, „Белый список“ оборачивается одним из лучших триллеров, выпущенных в России» («7 Дней»). Издание «Афиша» включило «Белый список» в свой список лучших российских фильмов 2023 года.